# Listă de politicieni cehi implicați în scandaluri publice
Aceasta este o listă de politicieni cehi implicați în scandaluri publice:

## Prim-miniștri
- Petr Necas a fost nevoit să demisioneze în iunie 2013, după un scandal privind acte de corupție și abuz de putere în care era implicată fosta sa șefă de cabinet și amantă Jana Nagoya, cu care s-a căsătorit între timp.[1][2][3][4][5]

## Miniștri
- David Rath⁠(en)[traduceți], ministru al sănătății, arestat în 2012 pentru luare de mită.[6]